# Терешковка (Башкортостан)
Терешко́вка (баш. Терешковка) — деревня в Степановском сельсовете Аургазинского района Республики Башкортостан России.
С 2005 современный статус.

## История
Название происходит от фамилии Терешков.
Статус деревня, сельского населённого пункта, посёлок получил согласно Закону Республики Башкортостан от 20 июля 2005 года N 211-з «О внесении изменений в административно-территориальное устройство Республики Башкортостан в связи с образованием, объединением, упразднением и изменением статуса населенных пунктов, переносом административных центров», ст.1:

6. Изменить статус следующих населенных пунктов, установив тип поселения — деревня:

5) в Аургазинском районе:…

я15) поселка Терешковка Степановского сельсовета

## География
Расстояние до:
- районного центра (Толбазы): 19 км,
- центра сельсовета (Степановка): 6 км,
- ближайшей ж/д станции (Белое Озеро): 49 км.

## Население
| 2002 | 2009 | 2010 |
| ---- | ---- | ---- |
| 19   | ↘18  | ↘17  |

Национальный состав
Согласно переписи 2002 года, преобладающая национальность — украинцы (58 %).